# Борм, Франциск
Франциск (Франс) Борм (нидерл. Franciscus (Frans) Borm; род. 18 июня 1950) — нидерландский шахматист, международный мастер (1986), игрок в бридж.
Серебряный призёр открытого чемпионата Нидерландов 1978 года.
В составе сборной Нидерландов участник 2-го командного чемпионата Европейского экономического сообщества (1978) в Тиссайде.